# ICE 2
인터시티익스프레스 2호(독일어: ICE 2) 또는 독일철도 402급(독일어: DBAG Class 402)은 독일철도의 고속열차로 인터시티익스프레스를 운영하고 있다.  1995년부터 1998년까지 도입되었다. 지멘스, ADtranz가 이 열차를 제작했다. 독일철도는 향후 ICE 4 차량이 도입되면 이 차량은 퇴역될 예정이다.

## ICE 1과 다른 점

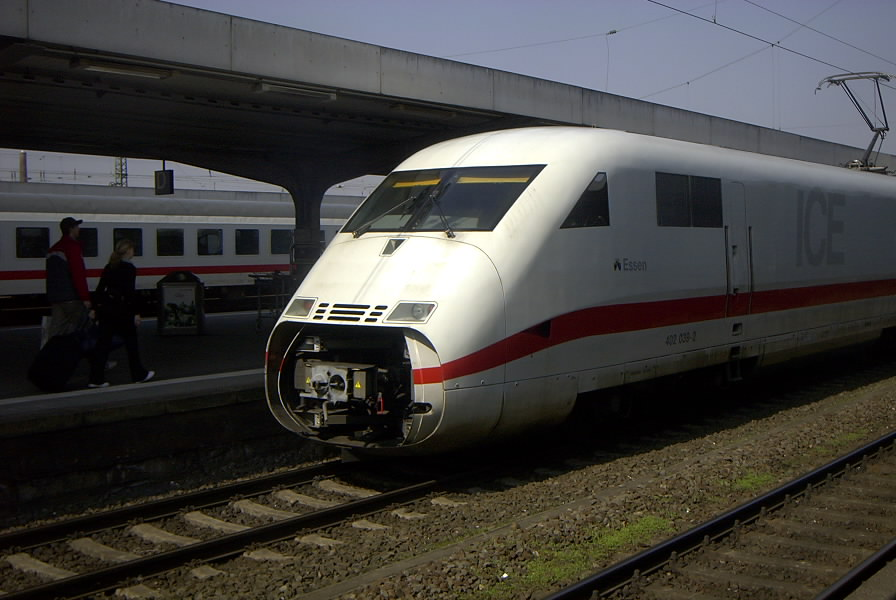
ICE 2 개방형 구동체

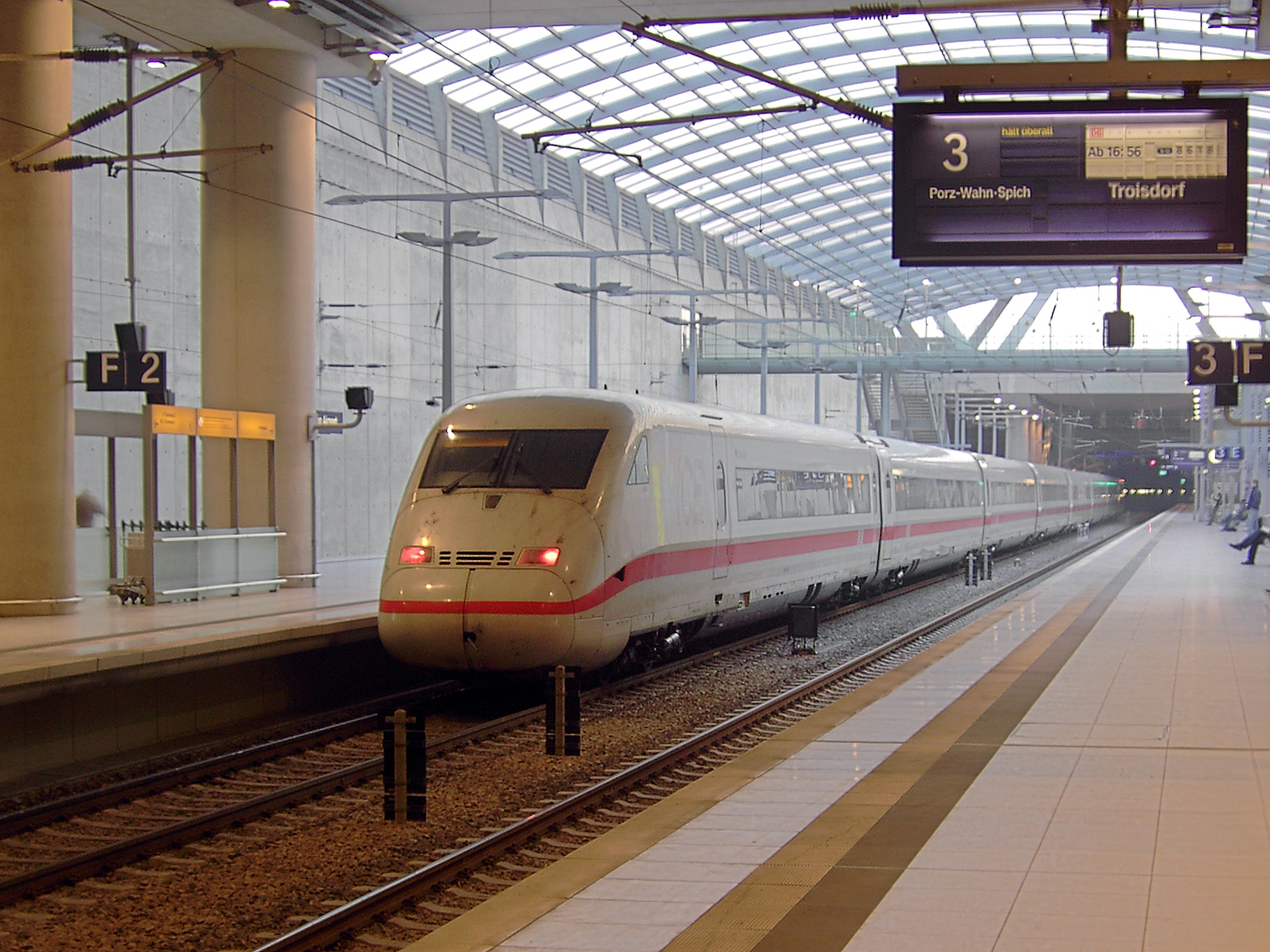
ICE 2 동력차

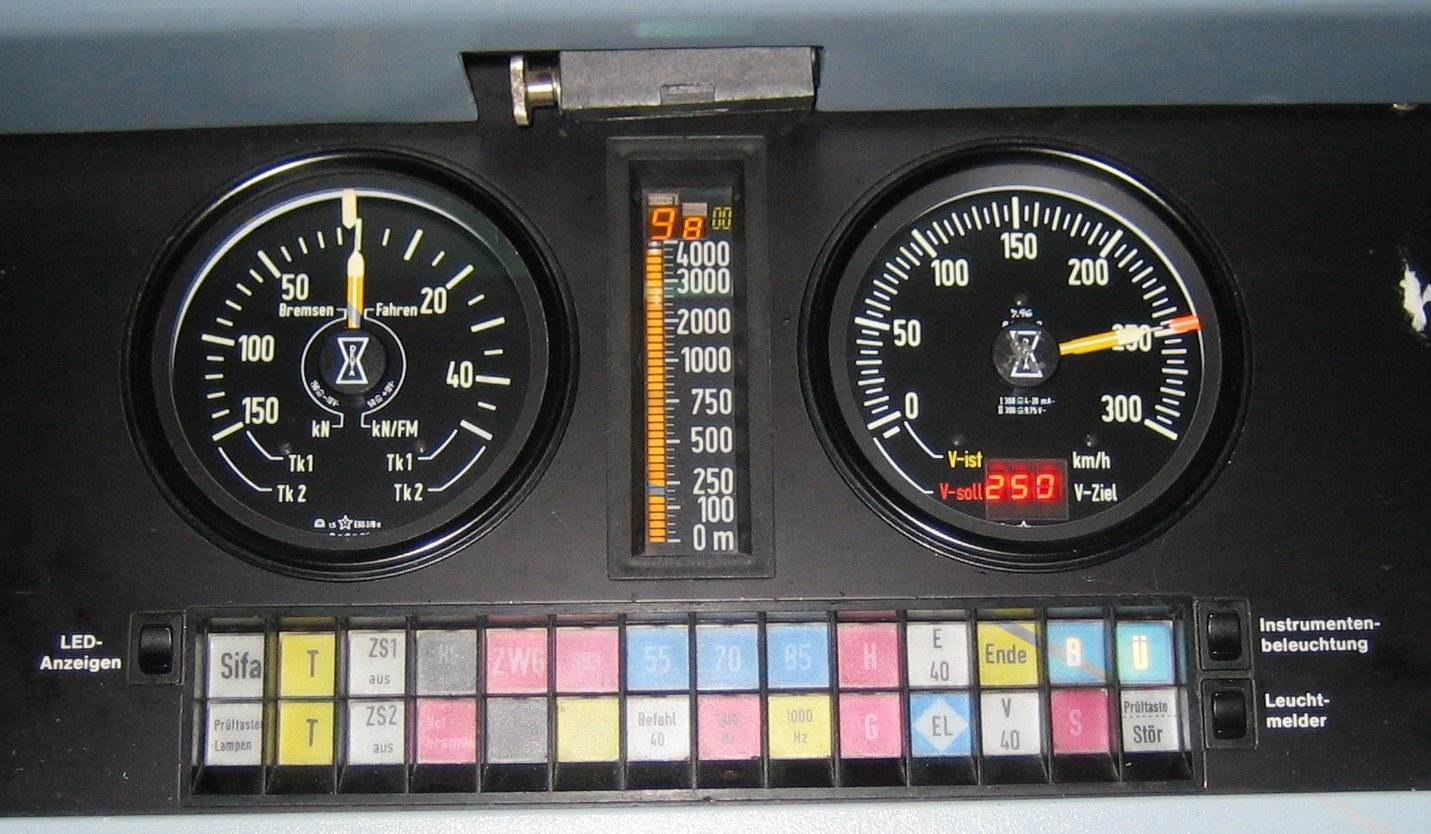
ICE 2 속도계

구동체를 제외한, ICE 2의 파워헤드의 경우 ICE 1과 유사하며 유사시 ICE 1 파워헤드를 사용할 수 있다.

### 중련 편성
ICE 2는 중련 편성으로 운행하고 있으며 기존의 ICE 1 모델과 달리 두 개의 다른 목적지를 제공하기 위해 분리해서 운행하는 경우가 있다.
808번대 차량의 경우 무동력 운전 객차로 운전대가 있는 개방식 객차로 동력차와 큰 차이는 없으나 운전실 뒤에 기기 공간이 별도로 있다.

### 객차
ICE 1 모델과 달리 객차 모형은 동일하나 무게가 크게 줄었고 비행기와 비슷한 좌석 배열로 이루어졌다.
차체 길이는 26,400mm로 유럽 객차의 표준 치수에 해당된다. 차종에 따라 다르지만 기존의 ICE 1 모델에 비해 경량화가 되었다.

## 운행 노선

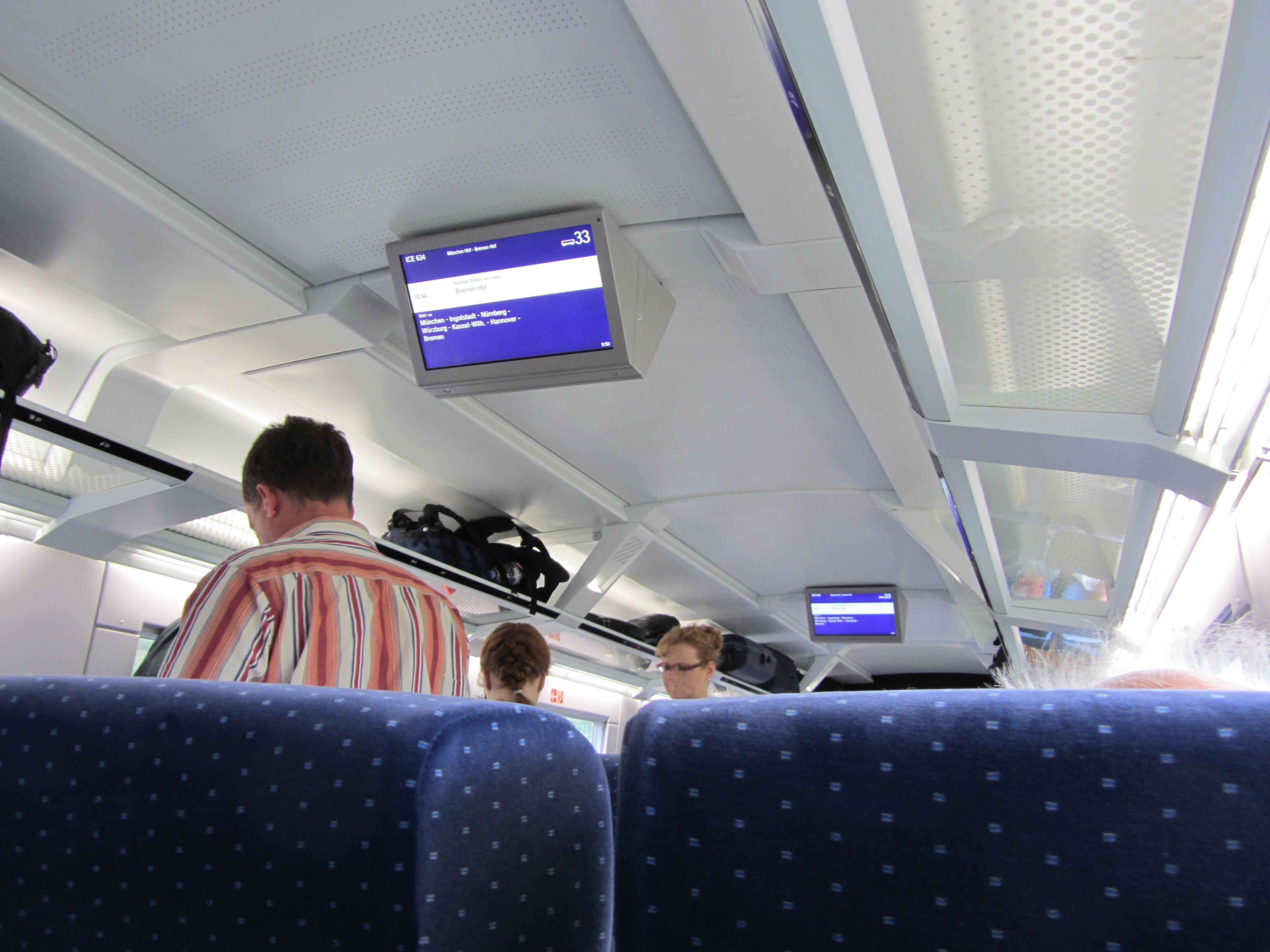
ICE 2 내부

ICE 2는 중련 열차로 운행하고 있으며 베를린에서 출발해 함에서 열차가 분리된다.
분리된 열차는 루르 지방을 거처 쾰른 본 공항까지 운행하며, 일부 열차는 부퍼탈과 쾰른을 거쳐 본까지 운행한다. 베를린 방면 운행 시 함에서 열차가 병결된다.
일부 열차의 경우 뮌헨에서 하노버를 잇는 노선을 운행하고 있으며 함부르크, 브레멘을 경유한다.

## 유로트레인

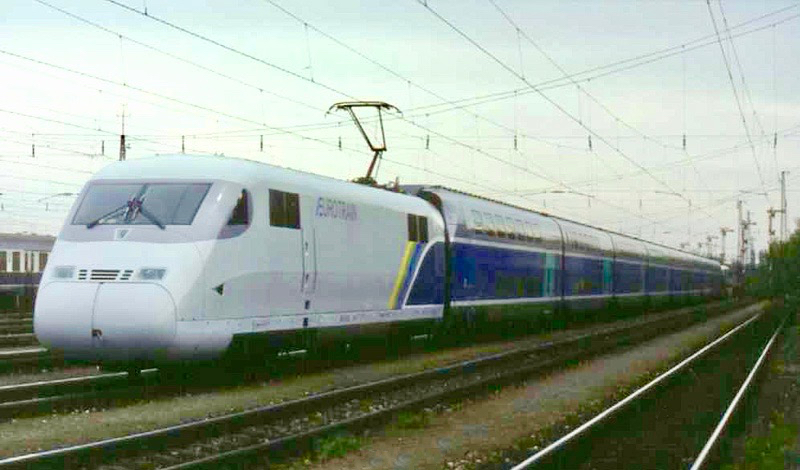
유로트레인

유로트레인(영어: Eurotrain)은 지멘스와 알스톰이 1996년에 아시아 시장에 진출하기 위해 개발되었다. 1997년에 타이완 고속철도의 핵심 시스템을 공급하기 위해 다른 나라와 경쟁 했으며 이후 입찰자로 선정했다.
1998년에 지멘스와 알스톰 컨소시엄은 3편성을 결합해 시범 열차를 제작했다. 동력차의 경우 ICE 2 차량을 활용했고 객차의 경우 TGV 듀플렉스 객차를 활용했다. 1998년 5월에 독일의 하노버-뷔르츠부르크 고속철도에서 영업 최고 속도가 316km를 기록했다.
2000년 12월에, 타이완 고속철도가 신칸센 컨소시엄으로 최종 선정되면서, 법적 분쟁으로 이어지게 되었다. 2004년에 소송이 모두 끝났다.

## 절연 게이트 양극성 트랜지스터로 변환 작업
2014년 9월 25일, 일본의 전기 기업인 미쓰비시 전기는 독일철도에서 운행했던 기존 ICE 2 차량에 탑재된 GTO를 교체하기 위해 IGBT 전원 모듈을 공급 하는 계약을 체결했다. 2019년까지 교체 작업을 마칠 계획이다.